# Gay Games de 2026
Los Gay Games de 2026 serán un evento multideportivo internacional y encuentro cultural organizado, entre otros, por atletas, artistas y músicos lesbianas, gays, bisexuales y transgénero (LGBTQ+), que se llevarán a cabo en Valencia (España) del 27 de junio al 5 de julio de 2026.

## Candidaturas
En una etapa inicial, existía evidencia en las redes sociales de una oferta exploratoria por parte de Brisbane (Australia) y Brighton y Hove (Reino Unido).
La Federación de los Gay Games (FGG) publicó la convocatoria para las ciudades interesadas el 19 de diciembre de 2019 y la solicitud de información oficial (en inglés: request for information, RFI) se emitió el 31 de enero de 2020. Las posibles ciudades candidatas debían enviar la respuesta al RFI antes del 21 de febrero de 2020. Mediante un comunicado de prensa emitido el 29 de febrero, la FGG declaró: "¡La Federación de Juegos Gay ha recibido un número récord de expresiones de interés de ciudades de todo el mundo que desean ser anfitrionas de los duodécimos Juegos Gay XII que se celebrarán en 2026!". El 1 de marzo de 2021 se anunció una lista corta de tres ciudades candidatas, y el 11 de noviembre del mismo año en Brighton, Reino Unido, Valencia (España) fue seleccionada como anfitriona para 2026.

## Organización
La candidatura de Valencia para los Gay Games de 2026 fue defendida por las organizaciones Valencia Bid City, Visit Valencia, Fundación Deportiva Municipal (FDM), Lambda, ADI, Asociación de empresas y profesionales para lesbianas, gays, transexuales y bisexuales de la Comunidad Valenciana (AVEGAL) y los clubes deportivos LGTBI+ Samarucs y Dracs. El 29 de septiembre de 2023 el Ayuntamiento de Valencia aprobó la creación de un comité organizador para los Gay Games de 2026.
El 8 de noviembre de 2023 el Ayuntamiento de Valencia, con el voto a favor del PP, el PSPV y Compromís, solicitó al Gobierno de España que los Gay Games de 2026 sean declarados como un evento de «interés público excepcional» con el fin de que se le dedique una partida específica en los Presupuestos Generales del Estado.

## Deportes
El comité organizador de los Gay Games de 2026 considera la realización de 37 deportes:
| - Animación - Artes marciales - Atletismo - Bádminton - Baile deportivo - Baloncesto - Bolos - Carrera 5K y 10K - Ciclismo en ruta - Colpbol | - Culturismo - Deportes acuáticos - Clavados - Natación - Natación artística - Natación en aguas abiertas - Waterpolo - E-Sports - Esgrima - Fútbol | - Golf - Hockey sobre césped - Kayak-polo - Levantamiento de peso - Lucha - Maratón y media maratón - Patinaje artístico - Pelota valenciana - Quidditch - Remo | - Rugby - Sóftbol - Tenis - Tenis de mesa - Triatlón - Vela - Voleibol - Voleibol playa |